# Ordovés
Ordovés (en aragonés Ordavés u Ordabés) es una localidad española perteneciente al municipio de Sabiñánigo, en el Alto Gállego, provincia de Huesca, Aragón. Se encuentra en el valle de la Guarguera.

## Geografía
Se enclava en el valle del río Guarga, zona que es también conocida como la Guarguera.

## Historia
Durante al menos un periodo del siglo XIX, junto con Alavés, formó el municipio histórico de Ordovés y Alavés.

## Geografía humana

### Demografía
| Gráfica de evolución demográfica de Ordovés y Alavés entre 1842 y 1860 |
| |
| Población de derecho según los censos de población del INE Población de hecho según los censos de población del INEEn este censo se denominaba Ordobés y Alabés: 1842 Entre el censo de 1857 y el anterior, crece el término del municipio porque incorpora a 225011 (Arraso y Espola), 225015 (Arruaba), 225019 (Artosilla), 225042 (Belarra), 225073 (Castiello de Guarga), 22574 (Gesera), 225120 (Grasa), 225144 (Lasaosa), 225231 (Sandías), 225218 (San Esteban de Jaca), 225245 (Solanilla) y 225265 (Villobas) Entre el censo de 1877 y el anterior, este municipio desaparece porque cambia de nombre y aparece como el municipio 22574 (Gesera) |

### Localidad
Datos demográficos de la localidad de Ordovés desde 1900:
| --                    | -- | 14 | 14 | 10 | 13 | 10 | 8 | 6 | 5 | 3 | 2 | 2 |
| (Fuente: IAEST e INE) |    |    |    |    |    |    |   |   |   |   |   |   |

- Datos referidos a la población de derecho.

### Antiguo municipio
Datos demográficos del municipio de Ordovés y Alavés desde 1842:
| 43            | 501 | 556 | -- | -- | -- | -- | -- | -- |
| (Fuente: INE) |     |     |    |    |    |    |    |    |

- En el censo de 1842 se denominaba Ordobés y Alabés.
- Entre el censo de 1857 y el anterior, crece el término del municipio porque incorpora a Arraso y Espola, Arruaba, Artosilla, Belarra, Castiello de Guarga, Gesera, Grasa, Lasaosa, Sandiás, San Esteban de Jaca, Solanilla y Villobas.
- Entre el censo de 1877 y el anterior, este municipio desaparece porque cambia de nombre y aparece como el municipio de Gesera.
- Datos referidos a la población de derecho, excepto en los censos de 1857 y 1860 que se refieren a la población de hecho.

## Monumentos
Destaca la iglesia de San Martín del siglo XI, declarada Bien de Interés Cultural y Monumento histórico-artístico desde 1982.